# Генетика поведения
Генетика поведения — биологическая дисциплина, изучающая наследование врожденных форм поведения. Граничит с зоопсихологией (в частности, этологией), но в отличие от этологии предметом генетики поведения являются не столько эволюционные аспекты, сколько вариации наследуемого поведения в пределах конкретных видов и собственно явление наследования поведения. Генетику поведения человека называют психогенетикой.
В обиходе принято приписывать наследственности фамильные черты характера, в описании поведения животных — рабочие качества, агрессивность и т. д. Однако в настоящее время с приличествующей случаю достоверностью можно говорить лишь о наследовании физиологических и, вероятно, морфологических характеристик нервной системы — таких, как возбудимость, лабильность и т. п. (или, по Павлову, сила, подвижность, уравновешенность — не в точном соответствии), микроструктура мозга. Нейронаука позволила выдвинуть гипотезу о том, что наследоваться может и архитектура ряда нейронных структур, отвечающих за инстинктивные формы поведения. Эту гипотезу, как и все прочие предположения, и призвана подтвердить или опровергнуть генетика поведения.
Генетика поведения фактически разделяется на два направления: теоретическое задается вопросами механизмов и принципов наследования поведения; практическое изучает собственно генетику — передачу тех или иных поведенческих черт, преимущественно в эксперименте.
Основополагающим для генетики поведения является тезис Чарльза Дарвина о первичности психического приспособления. Однако механизм закрепления таких приспособлений классическая генетика пока внятно описать не в состоянии.
В теоретической генетике поведения наиболее известны работы Л. В. Крушинского и коллег, в практической — эксперименты новосибирских биологов по одомашниванию лис, которые были начаты в 1959 году советским генетиком Дмитрием Беляевым. Целью было выведение лис, схожих по поведению с собаками. Предполагалось, что они проявляют более социальное поведение как с другими особями, так и с людьми, более игривы и дружелюбны. Хотя селекция проводилась только на черты поведения, произошли и внешние изменения. В результате у одомашненных лисиц появились изменения в окрасе и фактуре шерсти, стали встречаться закрученные хвосты и свисающие уши.
Другим примером могут служить эксперименты по созданию гибридов собаки и шакала (шакалайки), собаки и волка (волкособа), начатые К. Т. Сулимовым. Однако, строго говоря, это не был генетический эксперимент. Единственным успехом на сегодняшний день так и осталось потомство волчицы Найды, полученное в Перми. Попытки воспроизвести этот успех на других кровях (например, в питомнике МВД в Янино под Петербургом) пока не дают ожидаемого результата.
В соединении с представлениями нейрофизиологии и нейроанатомии генетика поведения приобретает новые перспективы для изучения материальной основы наследуемых признаков; точное описание психики и поведения методами современной зоопсихологии предоставляет возможности для качественного определения наследуемых черт при постановке генетических экспериментов.